# Ecclésiaste
Cet article possède un paronyme, voir Ecclésiastique.
L'Ecclésiaste ou le Qohélet (traduction grecque de l'hébreu קהלת Qohelet, « celui qui s'adresse à la foule ») est un livre de la Bible hébraïque et donc de l'Ancien Testament, faisant partie des Ketouvim, présent dans tous les canons bibliques.
Considéré comme une sorte de portrait autobiographique, ce livre est rédigé par un auteur qui se présente en tant que « Qohelet », fils de David, et ancien roi d'Israël à Jérusalem. La fin du livre lui attribue également la rédaction de Proverbes. Il a été quelque temps identifié à Salomon, ce qui fut contesté par Voltaire et les exégètes modernes après lui, qui datent l'œuvre du IIIe siècle av. J.-C., pendant la période hellénistique où les Juifs furent influencés par les divers systèmes philosophiques grecs comme l'épicurisme et le stoïcisme.
Le livre se compose de réflexions générales, certaines passées dans notre langage courant (« rien de nouveau sous le soleil »), en paragraphes résignés évoquant le sens de la vie – ou l'apparente absence de sens – et débouchant sur quelques conseils pour la mener. Il proclame avec fatalisme la « futilité » et l'inanité de toute action humaine, sage comme fou connaissant le lot commun de la mort. Bien que le prêcheur place clairement la sagesse au-dessus de la folie, il ne lui reconnaît pas de valeur au-delà d'un simple agrément de l'existence. Face à cette absence de sens, l'auteur recommande de jouir des plaisirs simples de la vie quotidienne, comme le manger et le boire, la joie au travail, la compagnie de la personne qu'on aime, qui sont des dons de Dieu. Il recommande aussi de s'abstenir de maudire le roi (et Dieu), malgré la perception de l'injustice dans le monde. Enfin, il conclut que sa recherche du sens de la vie l'a amené au fait que le devoir primordial de l'humanité, et la seule chose durable, est de « craindre Dieu et garder ses commandements, car c'est là tout le devoir de l'homme » (12:13).
Il écrit selon les sentiments des habitants du monde, c'est-à-dire de ceux qui sont « sous le soleil » (Ecc 1.9). Une grande partie du livre paraît négative et pessimiste (Ecc 9.5, 10), en l'absence de toute perspective d'une vie future, puisque l'individu est soumis à un déterminisme qui restreint sa destinée au cycle éternel de vie et de mort sans véritable profit (Ecc 1.3-4).

## «Qohelet» et «Ecclésiaste»
Le terme hébreu קהלת (qohelet) est construit sur la racine קהל (qahal), signifiant « foule » et, comme verbe, « rassembler ». Qohelet est donc plus probablement un titre qu'un nom, référant à un « rassembleur ». Selon le contexte, il s'agit soit de foules pour les instruire dans la sagesse, soit un recueil d'aphorismes dans le même but. Qohelet peut aussi représenter la fonction d'éditeur, de compilateurs de textes (12,9) « Qohélet a pesé, examiné et corrigé beaucoup de proverbes. » L'intitulé français du livre, Ecclésiaste, vient de la traduction de la Septante de Qohelet par Εκκλησιαστής. Ce mot tire ses origines du grec Εκκλησία — à la base, un « rassemblement » sans connotation religieuse, bien que plus tard utilisé pour cet usage en priorité, d'où le rendu par « église » dans le Nouveau Testament.
La traduction française (avec un commentaire quasi exhaustif) de cette version grecque est publiée dans la collection La Bible d'Alexandrie.
Le terme Qohelet a également été traduit en anglais par the Preacher (le Prédicateur) dans la Bible du roi Jacques - d'après le terme latin concionator de saint Jérôme -, suivi également par der Prediger de  Martin Luther. Le terme « prédicateur » ou « prêcheur » (qui est un synonyme plus ancien) impliquant une fonction religieuse, et le livre ne reflétant pas une telle fonction, cette traduction est tombée en désuétude. Une meilleure option serait « professeur » (au sens étymologique du terme), bien que cela ne restitue pas parfaitement l'idée fondamentale du titre hébreu.[Interprétation personnelle ?]

## Thème
Son thème est celui de la vanité (au sens de « ce qui est vain ») des choses humaines. Le livre s’ouvre sur un constat d’impuissance et de pessimisme : tout est vain, c'est-à-dire futile et insignifiant. « Il n’y a rien de nouveau sous le soleil ». La sagesse équivaut au chagrin, le savoir à la douleur. Le sage et l’insensé connaissent le même sort dans la mort et l’oubli. L'insécurité causée par la menace constante de la mort et par l'injustice régnant parmi les hommes, l'impossibilité de connaître les plans de Dieu pour le monde, rendent le destin de l'homme fragile et insaisissable.
Face à ce constat, le livre insiste sur l'importance de cette vie comme le seul champ d'activité et de réalisations importantes pour l'homme avant qu'il ne disparaisse du monde, et la nécessité de « prendre du plaisir avec la femme que l'on aime » et de « respecter les commandements ; car c'est là tout le devoir de l'homme ».

## Auteur et contexte historique

### L'auteur
Dans les deux premiers chapitres, l'auteur se décrit lui-même comme le fils de David et roi d'Israël à Jérusalem, un sage au sein d'une cour de gens brillants. Ces indices pourraient désigner le roi Salomon, puisque ses successeurs à Jérusalem ne régnèrent plus que sur Juda. En conséquence, tant la tradition rabbinique que les premiers chrétiens attribuaient l'Ecclésiaste au roi Salomon.
Cette opinion a été abandonnée par beaucoup de critiques modernes, qui pensent actuellement que Qohelet est le fruit d'une tradition pseudo-épigraphique, voulant se présenter comme propos d'un sage connu et respecté. Le point de vue est que l'Ecclésiaste fut écrit aux alentours de 250 av. J.-C. par un intellectuel non hellénisé appartenant à la société juive de la période du Second Temple à Jérusalem. La dernière date de rédaction retenue est suggérée par le fait que Ben Sirakh le cite ou le paraphrase, de façon répétée, plutôt comme écrit canonique que contemporain.
Beaucoup d'érudits conservateurs modernes[réf. souhaitée] admettent également que Salomon est un auteur improbable. L'œuvre étant placée dans le Ketouvim, elle doit posséder un caractère poétique.
Deux voix se succèdent dans le livre : le narrateur principal (1.1-11; 12.9-14) et Qohelet (1.12-12.8). Sans pour autant impliquer qu'il y aurait deux auteurs, cela encourage le lecteur à situer dans la durée la trame du récit et à y voir la poursuite de la Sagesse depuis le temps de Salomon. L'auteur est probablement un poète hébreu utilisant la vie de Salomon comme point de vue pour illustrer la poursuite de la Sagesse par les Hébreux (Ecc 1.13, 7.25 8.16; Job 28.12). Cela placerait le livre dans les derniers jours des écrits canoniques (voir Flavius Josèphe, Contre Apion 1.38-42, qui affirme un canon fermé au début du temps post exil) lorsque la Sagesse semblait hors d'atteinte aux Hébreux (Ecc 1.17, 7.23; Pro 30.1-3).

### Langage
L'hébreu de l'Ecclésiaste n'était pas commun à l'époque du règne de Salomon, et contient de nombreux emprunts à des langues étrangères, notamment araméens et persans. L'influence de ces deux langages est caractéristique de l'hébreu tardif, et se serait produit lors du brassage des cultures produit par la captivité de Babylone.
L'utilisation de ces langages pourrait toutefois être une référence de l'auteur aux talents linguistiques attribués à Salomon et développés par lui dans la phase d'expansion du commerce extérieur et de l'industrie, et dans ses nombreux contacts auprès de diplomates itinérants et d'autres intervenants du monde extérieur (1 Rois 4:30, 34; 9:26-28; 10:1, 23, 24).

### Date de rédaction
Dominic Rudman, Determinism in the Book of Ecclesiastes (JSOTSup. 316; Sheffield: Sheffield Academic Press, 2001, p. 13) cite les commentaires modernes concernant cette datation.
- Dominic Rudman. "A Note on Dating of Ecclesiastes". Catholic Biblical Quarterly vol. 61 no. 1 (1999)  pp. 47-53 contient une discussion avec C. L. Seow, "Linguistic Evidence and the Dating of Qohelet." dans JBL vol. 115 (1996), pp. 653-54 - Seow soutient une datation au IVe siècle.

Citation originale en anglais :
Most current commentators e.g., R. N. Whybray, Ecclesiastes [NCB Commentary; Grand Rapids: Eerdmans; London: Marshall, Morgan & Scott, 1989] 4-12) argue for a mid-to-late-third-century date. Others, among them N. Lohfink (Kohelet [NEchtB; Wurzburg: Echter Verlag, 1980] 7) and C. E Whitley (Koheleth: His Language and Thought [BZAW 148; Berlin/ New York: de Gruyter, 1979] 132-46), have suggested an early- or mid-second-century background.
Traduction possible :

« La plupart des commentateurs de l'Ecclésiaste, par exemple R. N. Whybray ([NCB Commentary; Grand Rapids: Eerdmans; London: Marshall, Morgan & Scott, 1989] 4-12) plaident pour une date située entre la moitié et la fin du troisième siècle. D'autres, parmi lesquels N. Lohfink (Kohelet [NEchtB; Wurzburg: Echter Verlag, 1980] 7) et C. E Whitley (Koheleth: His Language and Thought [BZAW 148; Berlin/ New York: de Gruyter, 1979] 132-46), ont suggéré une provenance située entre le début et la moitié du deuxième siècle. »

## «Vanité» dans le texte
L'objectif explicite de Qohelet est de découvrir comment tirer parti de la vie, un but en accord avec les orientations générales de la littérature sapientale. Pour  Qohelet, toutefois, tout avantage possible de la vie est anéanti par l'inéluctabilité de la mort. En tant que telle, Qohelet conclut que la vie (et tout le reste) est insensée. À la lumière de cette conclusion, Qohelet conseille à son auditoire de profiter au mieux de la vie, de se saisir du jour présent, car il n'y a aucun moyen de s'assurer un avenir favorable. Bien que cette dernière conclusion ait parfois été comparée à l'épicurisme, elle se présente pour Qohelet comme le résultat inévitable de son échec à donner du sens à l'existence.
Cette conclusion se reflète dans le refrain qui ouvre en même temps qu'il clôt les mots de Qohelet :
« Vanité des vanités, dit l'Ecclésiaste, vanité des vanités, tout est vanité. »
Le mot traduit par « vanité », הבל (hevel), signifie littéralement « fumée, vapeur, buée, haleine, souffle léger ». C'est ce même mot évocateur de fragilité qui désigne dans la Genèse le personnage que les traductions nomment Abel. Qohelet l'utilise métaphoriquement et son sens précis est intensivement débattu,,. Le mot n'a pas sa connotation française moderne de vaine gloire, d'autosatisfaction, de goût du paraître sans souci de le mériter (« Rien n'est assez grand pour l'orgueil ; un rien suffit à la vanité »). Dans l'Ecclésiaste, ce mot vanité est utilisé dans son acception plus ancienne et plus littéraire de « ce qui est vain », c'est-à-dire futile, illusoire, vide, fragile, éphémère, de peu d'impact, voire sans aucune réalité.
En fin de compte, l'auteur de l'Ecclésiaste en vient à cette conclusion, dans l'avant-dernier vers du dernier chapitre :
« Crains Dieu et observe ses commandements. C'est là ce que doit faire tout homme. »
Certains soutiennent que ce vers est un ajout au manuscrit original du fait qu'il contraste avec toutes les affirmations précédentes. D'autres soutiennent qu'il complète en fait le message en affirmant que rien n'a de plus grande importance que l'œuvre de Dieu,.

## Place dans le canon

### Le Nom de Dieu
L'Ecclésiaste utilise l'expression haelohim, « le Dieu », 32 fois. L'utilisation de cette expression non-orthodoxe est compliquée à interpréter même si :

« Le terme israélite correspondant au nom de Dieu n'est utilisé nulle part, de même aucune référence spécifiquement judaïque n'est faite ; il est donc possible que ce livre soit l'adaptation d'un texte écrit dans un autre langage. »

### Orthodoxie des vues
L'Ecclésiaste semble s'harmoniser avec les autres écrits bibliques partageant des thèmes communs. L'Ecclésiaste s'accorde avec la Genèse quant à la provenance de l'homme, soit un corps composé de la poussière du sol, et possédant un esprit (ou force de vie) venant de Dieu, ainsi qu'un souffle le soutenant (Ecclésiaste, 3:20, 21; 12:7; Genèse 2:7; 7:22; Isaie 42:5). L'Ecclésiaste réaffirme aussi le précepte toranique selon lequel la création de l'homme est parfaite et vertueuse, mais que ce dernier a choisi de son propre chef de désobéir à Dieu (Ecclésiaste 7:29; Genèse 1:31; 3:17; Deutéronome 32:4, 5). Finalement, l'Ecclésiaste reconnaît Dieu comme étant Créateur de l'Univers (Ecclésiaste 12:1; Genèse 1:1).

### Mort et au-delà
Une grande partie du livre se focalise sur la mort et les avis de l'Ecclésiaste au sujet de l'oubli du Shéol (la Tombe) sont fréquemment cités. Une vie dépourvue de sens suivie par l'oubli est conforme aux assertions de quasiment tout (si ce n'est tout) le reste du Tanakh quant à l'état de mort (Ecclésiaste 9:5, 10; Genèse 3:19; Psaumes 6:5; 115:17). Il existe cependant d'autres points de vue que l'oubli dans la philosophie juive et chrétienne concernant l'état post-mortem, la possibilité de résurrection — au moins de certains — n'étant pas la moindre. Les pharisiens et les sadducéens s'opposaient sur le sujet.